# Diócesis de N'Dali
La diócesis de N'Dali (en latín: Dioecesis Ndaliensis y en francés: Diocèse de N'Dali) es una circunscripción eclesiástica de la Iglesia católica en Benín. Se trata de una diócesis latina, sufragánea de la arquidiócesis de Parakou. Desde el 22 de diciembre de 1999 su obispo es Martin Adjou Moumouni.

## Territorio y organización
La diócesis tiene 21 650 km² y extiende su jurisdicción sobre los fieles católicos de rito latino residentes en las comunas de: N'Dali, Bembereke, Kalale, Nikki, Perere y Sinende del departamento de Borgou.
La sede de la diócesis se encuentra en la ciudad de N'Dali, en donde se halla la Catedral de San Marcos Evangelista.
En 2021 en la diócesis existían 15 parroquias.

## Historia
La diócesis fue erigida el 22 de diciembre de 1999 mediante la bula Ubi catholica fides del papa Juan Pablo II, obteniendo el territorio de la arquidiócesis de Parakou.

## Estadísticas
Según el Anuario Pontificio 2022 la diócesis tenía a fines de 2021 un total de 138 925 fieles bautizados.
| Año                                                                             | Población            | Población | Población      | Sacerdotes | Sacerdotes    | Sacerdotes    | Bautizados por sacerdote | Diáconos permanentes | Religiosos | Religiosos | Parroquias |
| Año                                                                             | Bautizados católicos | Total     | % de católicos | Total      | Clero secular | Clero regular | Bautizados por sacerdote | Diáconos permanentes | Varones    | Mujeres    | Parroquias |
| ------------------------------------------------------------------------------- | -------------------- | --------- | -------------- | ---------- | ------------- | ------------- | ------------------------ | -------------------- | ---------- | ---------- | ---------- |
| 2000                                                                            | 6344                 | 358 836   | 1.8            | 12         | 6             | 6             | 528                      |                      | 6          | 24         | 7          |
| 2001                                                                            | 17 738               | 381 775   | 4.6            | 13         | 7             | 6             | 1364                     |                      | 6          | 27         | 7          |
| 2002                                                                            | 18 463               | 397 046   | 4.7            | 14         | 9             | 5             | 1318                     |                      | 5          | 29         | 7          |
| 2003                                                                            | 19 201               | 412 928   | 4.6            | 14         | 10            | 4             | 1371                     |                      | 4          | 29         | 8          |
| 2004                                                                            | 22 471               | 483 266   | 4.6            | 16         | 9             | 7             | 1404                     |                      | 10         | 34         | 9          |
| 2010                                                                            | ?                    | 591 000   | ?              | 17         | 1             | 16            | ?                        |                      | 18         | 48         | 13         |
| 2013                                                                            | 38 040               | 651 000   | 5.8            | 17         | 1             | 16            | 2237                     |                      | 21         | 48         | 12         |
| 2016                                                                            | 37 889               | 697 099   | 5.4            | 22         | 6             | 16            | 1722                     |                      | 29         | 43         | 14         |
| 2019                                                                            | 43 350               | 757 830   | 5.7            | 24         | 7             | 17            | 1806                     |                      | 21         | 50         | 14         |
| 2021                                                                            | 138 925              | 613 630   | 22.6           | 23         | 9             | 14            | 6040                     |                      | 19         | 41         | 15         |
| Fuente: Catholic-Hierarchy, que a su vez toma los datos del Anuario Pontificio. |                      |           |                |            |               |               |                          |                      |            |            |            |

## Episcopologio
- Martin Adjou Moumouni, desde el 22 de diciembre de 1999